# Isoneuromyia xanthocera
Isoneuromyia xanthocera är en tvåvingeart som beskrevs av Edwards 1931. Isoneuromyia xanthocera ingår i släktet Isoneuromyia och familjen platthornsmyggor. Inga underarter finns listade i Catalogue of Life.